# Kisiel mleczny

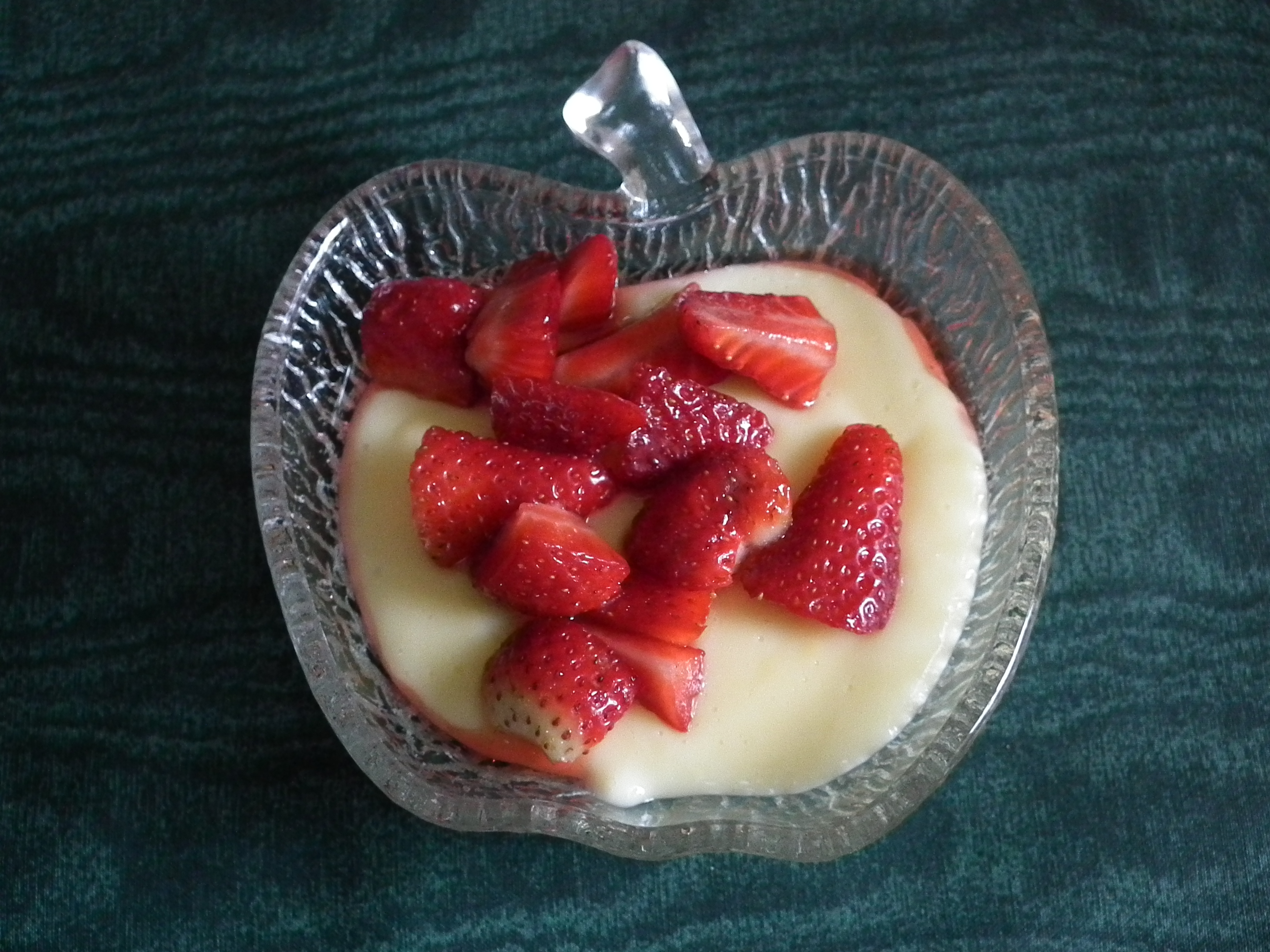
Waniliowy kisiel mleczny z truskawkami.

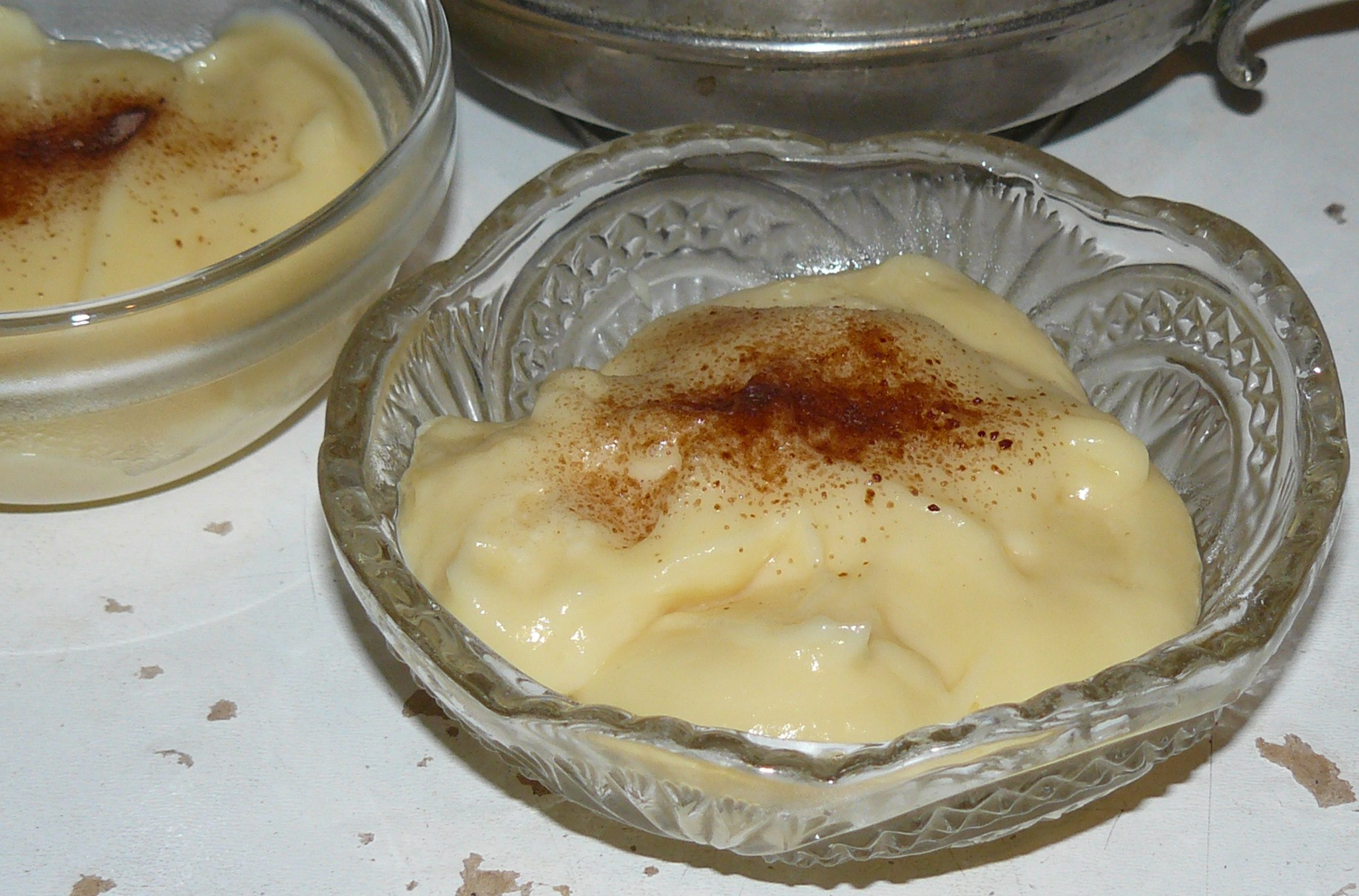
Budyń

Kisiel mleczny (budyń) – deser żelujący przyrządzany z mleka i zagęstników skrobiowych. W warunkach domowych jako zagęstnika używa się zazwyczaj mąki ziemniaczanej lub tapioki. 
Kisiele należą wbrew pozorom do deserów zestalanych na zimno. Podgrzane ziarna skrobiowe absorbują wodę pęczniejąc. Następnie wiązania wodorowe skrobi zostają rozerwane, z ziaren wypływa amyloza i kolejno amylopektyna, co w konsekwencji nadaje potrawie półpłynną konsystencję. Tak powstały kleik jest roztworem koloidalnym. Podczas stygnięcia powstaje żel, w którym cząsteczki wody są wiązane między cząsteczkami skrobi, co powoduje zagęszczenie kisielu.
Autorzy książki Kucharz gastronom instruują, by do kisieli mlecznych dawać nieco mniej mąki niż do owocowych (gdyż te pierwsze nie zawierają kwasów pochodzących z owoców i przeszkadzających w pęcznieniu skrobi): będzie to więc 55 g mąki ziemniaczanej na 1 kg kisielu przygotowanego na podstawie pełnego mleka (w przypadku k. owocowych zalecane proporcje to 60-70 g mąki na 750 g kisielu).
Kamilla Chołoniewska (1877–1936) w swoim podręczniku Gospodarstwo domowe i racjonalne żywienie podała przepisy na „kisiel żurawinowy” oraz „kisiel mleczny”, poprzedzając je ogólną recepturą: 

Podprawę do kisielu przyrządza się z mąki ziemniaczanej, wymieszanej z zimnym płynem (¼ litra na 8 dkg mąki, który tworzy podstawę kisielu). Zawiesinę tę wlać na wrzący płyn i mieszając zagotować. Kisiel zastudza się w foremce, oblanej wodą i wysypanej cukrem lub też w szklanej salaterce.
Na litr płynu, przeznaczonego na kisiel, bierze się 8 dkg mąki ziemniaczanej.

## Sposoby podania i zastosowania
Budynie podawane samodzielnie pełnią rolę deserów – przyrządza się je wtedy z cukrem oraz z dodatkami smakowo-zapachowymi takimi jak: karmel, napar z kawy, kakao, wanilia, cukier waniliowy, zrumienione migdały itd. Nieznaczny dodatek masła deserowego sprawia, że kisiel jest mniej „mazisty”. W przypadku kisielu waniliowego, masło można zastąpić żółtkami (1-2 szt. na 1 kg masy), które dodatkowo nadadzą potrawie atrakcyjną barwę. Spotyka się również przepisy na słodkie kisiele mleczno-warzywne, np. ze startą na tarce dynią.
Kisiele mleczne podaje się polane syropem owocowym, słodkim sosem (owocowym, waniliowym, czekoladowym), słodzoną śmietaną, przybrane bitą śmietaną, dżemem, konfiturami, bakaliami, świeżymi owocami, groszkiem ptysiowym, drobnymi ciasteczkami, biszkopcikami etc.
Kisiele mleczne są także składnikiem kremów budyniowych, które wykorzystuje się do przekładania ciast i ciastek (np. tortów, mazurków, karpatek, kremówek), nadziewania drożdżowych wyrobów ciastkarskich (drożdżówek, pączków), rożków francuskich, kruchych babeczek etc. Kupne budynie w proszku dodaje się czasem do masy twarogowej na pieczone lub gotowane serniki.

## Nazwa
Nazwa kisiel mleczny stosowana jest głównie w technologii gastronomicznej. W „Słowniku języka polskiego PWN” występuje jako budyń. Pod taką nazwą sprzedawany jest w postaci koncentratu (w proszku) lub jako produkt gotowy do spożycia (np. budynie w słoiczkach przeznaczone dla niemowląt i małych dzieci). 

## Kisiele mleczne w postaci koncentratów
W handlu dostępne są budynie w formie koncentratów przeznaczonych do przyrządzania na mleku. Gotowy deser powinien mieć zwartą i nieciągliwą konsystencję. Popularnością wśród polskich konsumentów cieszą się budynie o smakach: czekoladowym, śmietankowym, waniliowym oraz o smakach owocowych.

### Składniki
| zagęstniki | dodatki zależne od rodzaju budyniu | dodatki zależne od wariantu smakowego |
| --- | --- | --- |
| - mączka chleba świętojańskiego, - mączka ziemniaczana, - mączka pszenna, - skrobia pszenna, - skrobia ziemniaczana, - skrobia kukurydziana, - skrobia ryżowa, - skrobia modyfikowana: - mączka budyniowa, - skrobia preżelowana, | - inne substancje zagęszczające, emulgatory i stabilizatory (np. mleczan wapnia, pirofosforan 4-sodowy, pirofosforan sodu, wodorofosforan sodu, alginian sodu, guma ksantanowa, karagen) - sól, - cukier, - glukoza, - mleko w proszku - olej roślinny, | - barwniki (np. annato, karoteny, kurkumina, żółcień chinolinowa, żółcień pomarańczowa FCF, karmel, azorubina, koszenila), - substancje smakowo-zapachowe (np. wanilia, etylowanilina), - ekstrakt z kawy naturalnej lub zbożowej, - kakao w proszku, - czekolada, czekolada w proszku, - bakalie (np. orzechy, rodzynki), - wiórki kokosowe, - etc. |

### Rodzaje i sposoby przygotowania
Sposób przygotowania zależy od rodzaju produktu. Można je podzielić na dwie główne grupy: budynie wymagające gotowania oraz budynie błyskawiczne.
1. Budynie wymagające gotowania:
  - zwykłe[8] – w ich składzie przeważa mączka budyniowa[b] (pszenna i ziemniaczana) oraz mączka ziemniaczana[8],
  - wyborowe[8] – w ich składzie przeważa skrobia pszenna lub kukurydziana[8].

Proszek budyniowy należy dokładnie zmieszać z niewielką ilością chłodnego mleka i ewentualnie dosłodzić, a następnie wlać do gotującego się mleka i doprowadzić mieszaninę do zgęstnienia i ponownego zagotowania – ciągle ją mieszając, by zapobiec powstaniu grudek i przypaleniu potrawy. Tego typu budynie mają z reguły najprostszy skład.
1. Budynie błyskawiczne przygotowywane w gorącym płynie:
  - przygotowywane w gorącym mleku[18],
  - przygotowywane w gorącej wodzie (zawierające mleko w proszku)[19].

Proszek budyniowy należy wsypać do gorącego płynu i dokładnie, energiczne (by zapobiec powstaniu grudek) wymieszać.
1. Budynie błyskawiczne przygotowywane na zimno[8]  (puddingi na zimno, desery instant) – w ich składzie przeważają modyfikowane zagęstniki skrobiowe[8].

Proszek wsypuje się do chłodnego mleka, ubija mikserem, po czym odstawia w chłodne miejsce na kilkanaście minut. Inne produkty wymagają jedynie wymieszania proszku i schłodzonego mleka na wysokich obrotach przy pomocy blendera.